# Anneau B

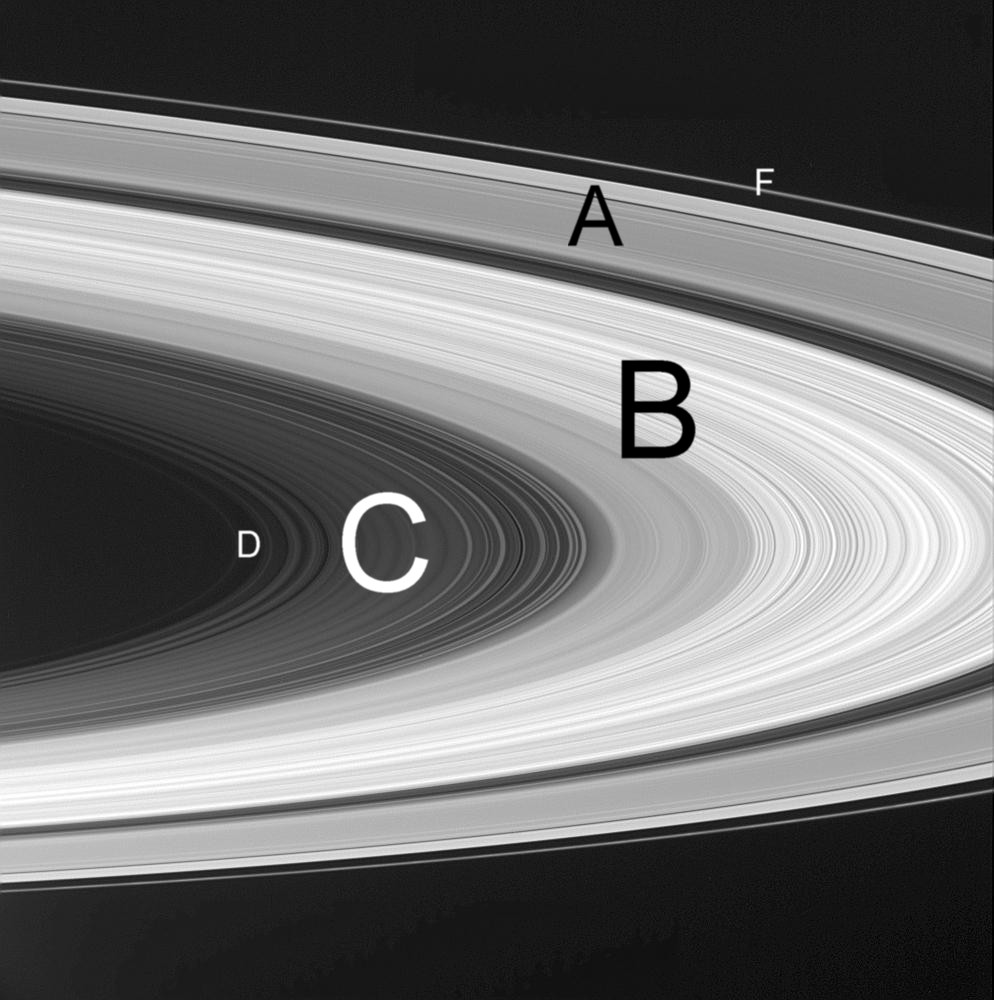
Vue des anneaux internes de Saturne, leur désignation étant précisée sur la photographie.

L'anneau B est un des anneaux de Saturne, le plus interne des deux anneaux les plus brillants de la planète (l'autre étant l'anneau A).

## Caractéristiques

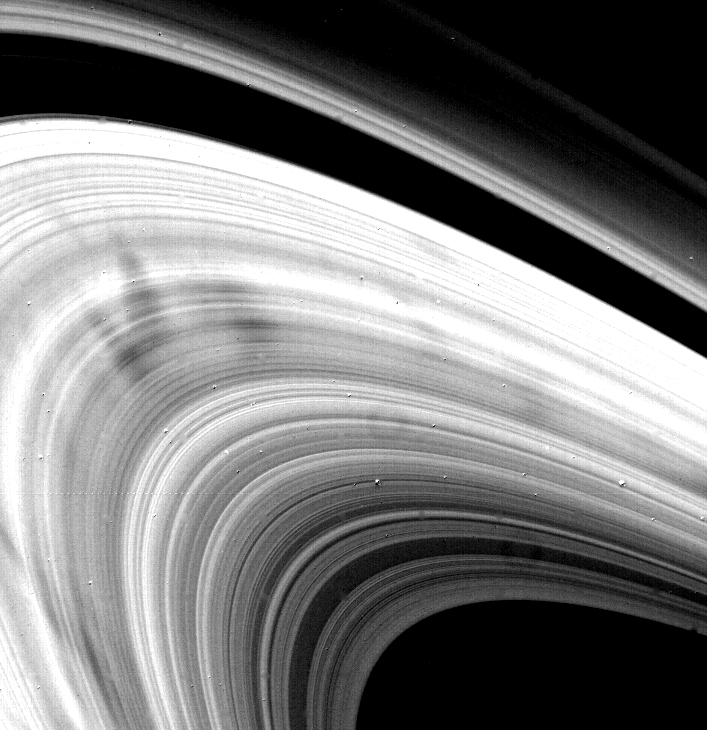
Taches sur l'anneau B photographiées par la sonde Voyager 2.

L'anneau B débute à 92 000 kilomètres du centre de Saturne et s'étend jusqu'à 117 580 kilomètres. Il est compris entre l'anneau C, plus interne et dont il est séparé par la division de Lyot, et la division de Cassini, plus externe, qui le sépare de l'anneau A. Son épaisseur est estimée entre 5  et   10 mètres ; sa masse totale à 2,8×1019 kg, soit les trois quarts de celle de Mimas[Passage contradictoire avec l'article Anneaux de Saturne, section Masse].
À la différence de l'anneau A, l'anneau B est composé d'une multitude d'annelets, certains possédant des orbites excentriques. En outre, des taches (ou spokes, selon le terme anglais) le parcourent, composées de particules de poussières ; leur origine n'est pas claire mais semble liée aux saisons.